# نهائي كوبا ليبرتادوريس 1976
كانت نهائيات كأس ليبرتادوريس 1976 هي آخر مباراة ذهابًا وإيابًا لتحديد بطل كوبا ليبرتادوريس 1976. وخاضها الأرجنتيني ريفر بلايت ونادي كروزيرو إسبورت كلوب البرازيلي. أقيمت مباراة الذهاب في 21 يوليو على ملعب كروزيرو على أرضه، فيما أجريت مباراة الإياب في 28 يوليو على ملعب ريفر. كانت هذه هي المرة الأولى التي وصل فيها كروزيرو إلى النهائيات.
فاز كروزيرو بالمجموع بعد فوزه في مباراة فاصلة 3-2 على ملعب سانتياغو ناسيونال، حيث سجل جواوزينيو هدف الفوز في الدقائق الأخيرة من المباراة.

## الفرق المتأهلة
| فريق      | الظهور في النهائيات السابقة |
| --------- | --------------------------- |
| كروزيرو   | -                           |
| ريفر بليت | 1966                        |